# Aptostichus
Aptostichus is een geslacht van spinnen uit de familie Cyrtaucheniidae.

## Soorten
Het geslacht kent de volgende soorten:
- Aptostichus aguacaliente Bond, 2012
- Aptostichus angelinajolieae Bond, 2008
- Aptostichus anzaborrego Bond, 2012
- Aptostichus asmodaeus Bond, 2012
- Aptostichus atomarius Simon, 1891
- Aptostichus barackobamai Bond, 2012
- Aptostichus bonoi Bond, 2012
- Aptostichus cabrillo Bond, 2012
- Aptostichus cahuilla Bond, 2012
- Aptostichus cajalco Bond, 2012
- Aptostichus chavezi Bond, 2012
- Aptostichus chemehuevi Bond, 2012
- Aptostichus chiricahua Bond, 2012
- Aptostichus dantrippi Bond, 2012
- Aptostichus derhamgiulianii Bond, 2012
- Aptostichus dorothealangeae Bond, 2012
- Aptostichus edwardabbeyi Bond, 2012
- Aptostichus elisabethae Bond, 2012
- Aptostichus fisheri Bond, 2012
- Aptostichus fornax Bond, 2012
- Aptostichus hedinorum Bond, 2012
- Aptostichus hesperus (Chamberlin, 1919)
- Aptostichus huntington Bond, 2012
- Aptostichus icenoglei Bond, 2012
- Aptostichus isabella Bond, 2012
- Aptostichus killerdana Bond, 2012
- Aptostichus lucerne Bond, 2012
- Aptostichus mikeradtkei Bond, 2012
- Aptostichus miwok Bond, 2008
- Aptostichus muiri Bond, 2012
- Aptostichus nateevansi Bond, 2012
- Aptostichus pennjillettei Bond, 2012
- Aptostichus sarlacc Bond, 2012
- Aptostichus satleri Bond, 2012
- Aptostichus serrano Bond, 2012
- Aptostichus sierra Bond, 2012
- Aptostichus simus Chamberlin, 1917
- Aptostichus sinnombre Bond, 2012
- Aptostichus stanfordianus Smith, 1908
- Aptostichus stephencolberti Bond, 2008